# Frasnay-Reugny
Frasnay-Reugny ist eine französische Gemeinde mit 80 Einwohnern (Stand: 1. Januar 2022) im Département Nièvre in der Region Bourgogne-Franche-Comté. Die Gemeinde gehört zum Arrondissement Nevers und zum Kanton Guérigny. 

## Geografie
Frasnay-Reugny liegt etwa 27 Kilometer ostsüdöstlich von Nevers in Zentralfrankreich. Umgeben wird Frasnay-Reugny von den Nachbargemeinden Rouy im Norden, Tintury im Osten, Fertrève im Südosten, Anlezy im Süden, Cizely im Westen sowie Billy-Chevannes im Nordwesten.

## Geschichte
1861 wurden die Kommunen Frasnay und Reugny-de-Dompierre zusammengelegt.

## Bevölkerungsentwicklung
| Jahr                       | 1962 | 1968 | 1975 | 1982 | 1990 | 1999 | 2006 | 2013 |
| Einwohner                  | 120  | 120  | 97   | 94   | 86   | 82   | 69   | 80   |
| Quellen: Cassini und INSEE |      |      |      |      |      |      |      |      |

## Sehenswürdigkeiten

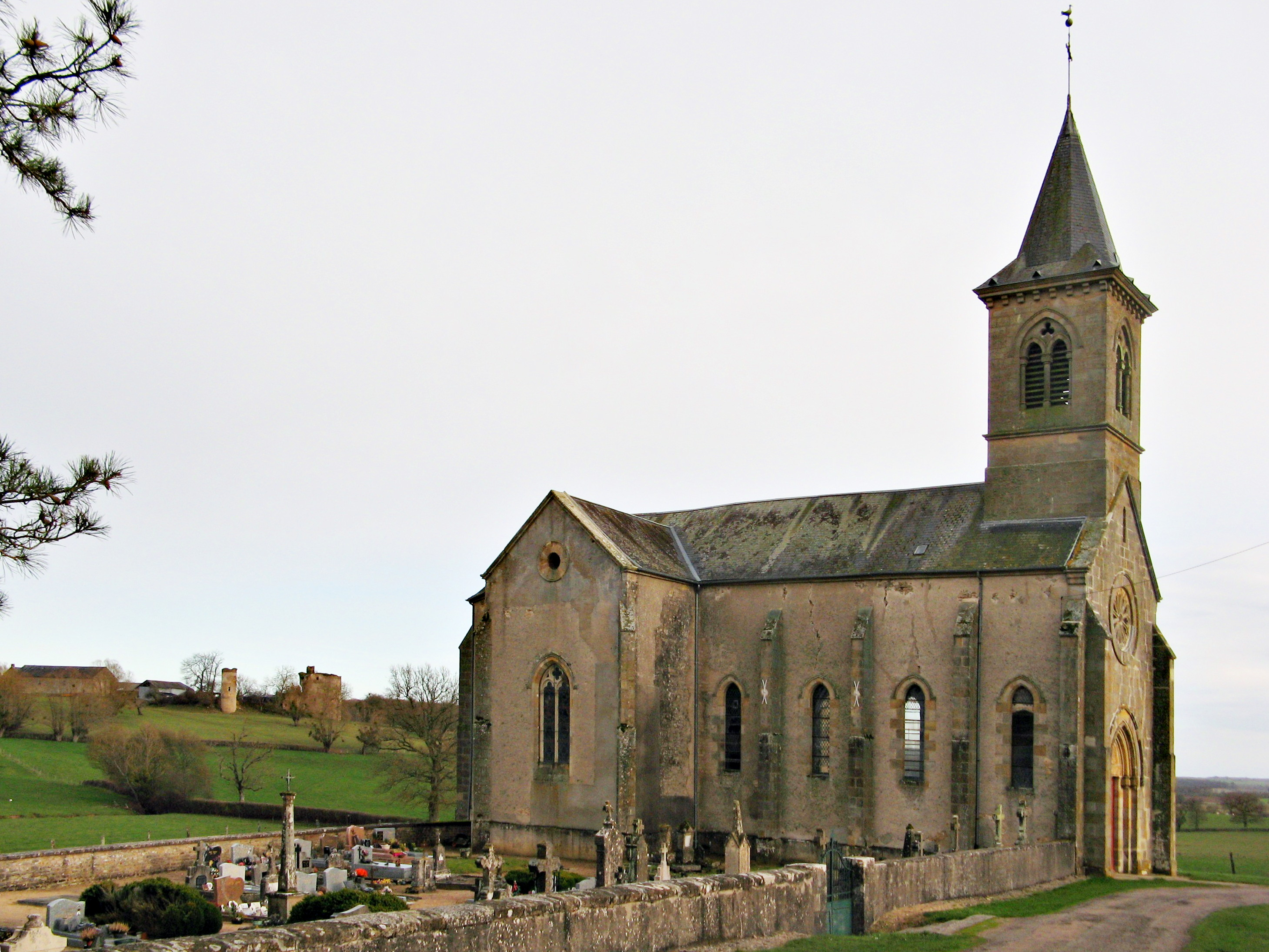
Kirche Notre-Dame-de-l'Assomption
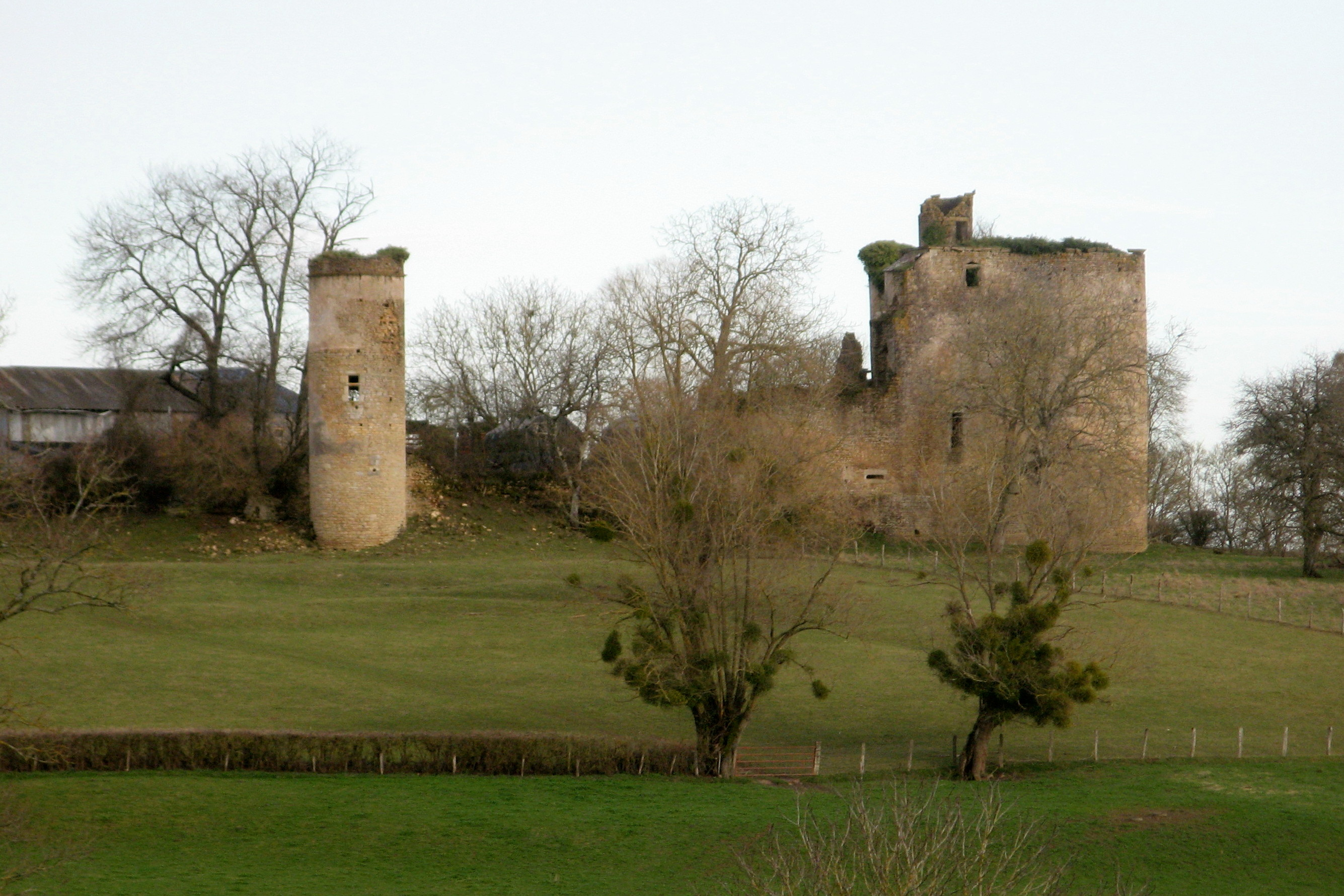
Schloss Le Ravier aus dem 15. Jahrhundert
- Schloss La Touryterie

- Kirche Notre-Dame-de-l'Assomption
- Schloss Le Ravier

## Persönlichkeiten
- Augustin Guillerand (1877–1945), Kartausermönch